# Дінксперло
Дінксперло (нід. Dinxperlo) — село в нідерландській провінції Гелдерланд, безпосередньо на кордоні із Німеччиною. Входить до муніципалітету Алтен.
Раніше мало статус окремого муніципалітету, до якого також входило село Де Герне.

## Кордон із Німеччиною
Однією із вулиць села проходить кордон із Німеччиною. Нідерландське Дінксперло і німецьке село Зудервік (нім. Suderwick), яке адміністративно підпорядковане місту Бохольт, фактично є одним населеним пунктом, розділеним державним кордоном.
Зудервік повернувся до складу Німеччини 1963 року, до того був анексований Нідерландами як частина репарацій за збитки, нанесені Третім Рейхом під час Другої Світової війни.

## Галерея

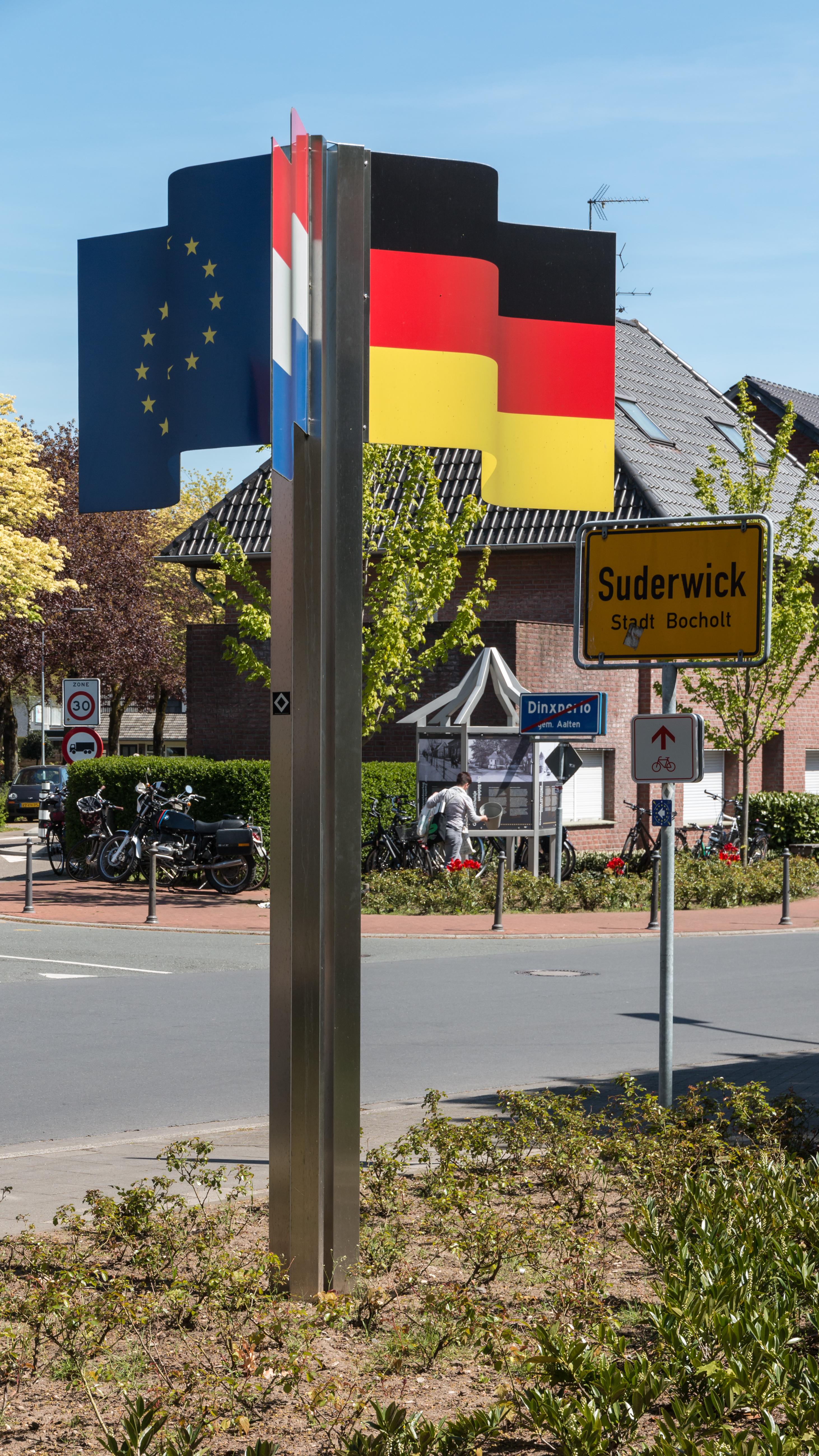
Дінксперло, прапори на кордоні з Німеччиною
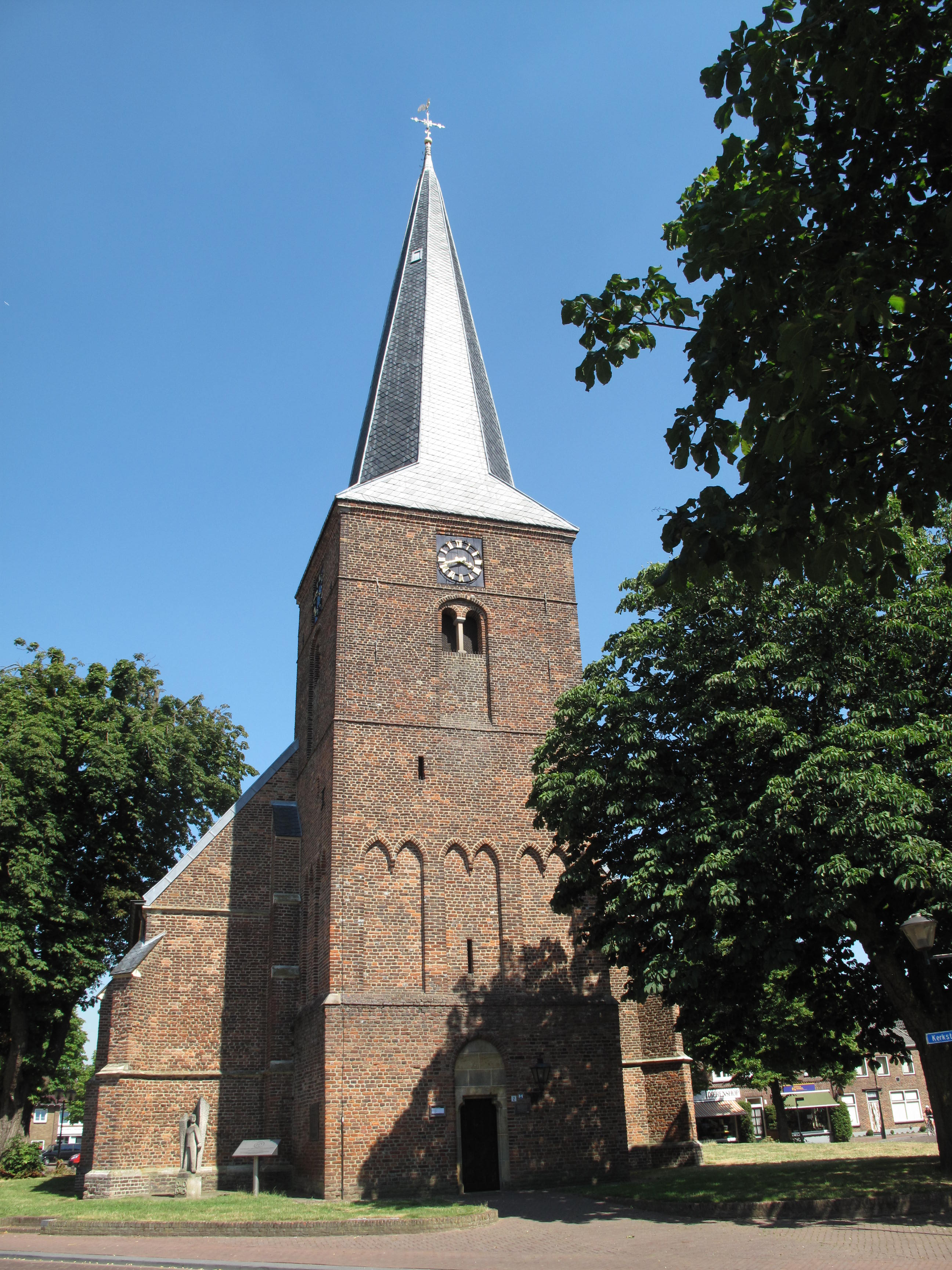
Дінксперло, церква
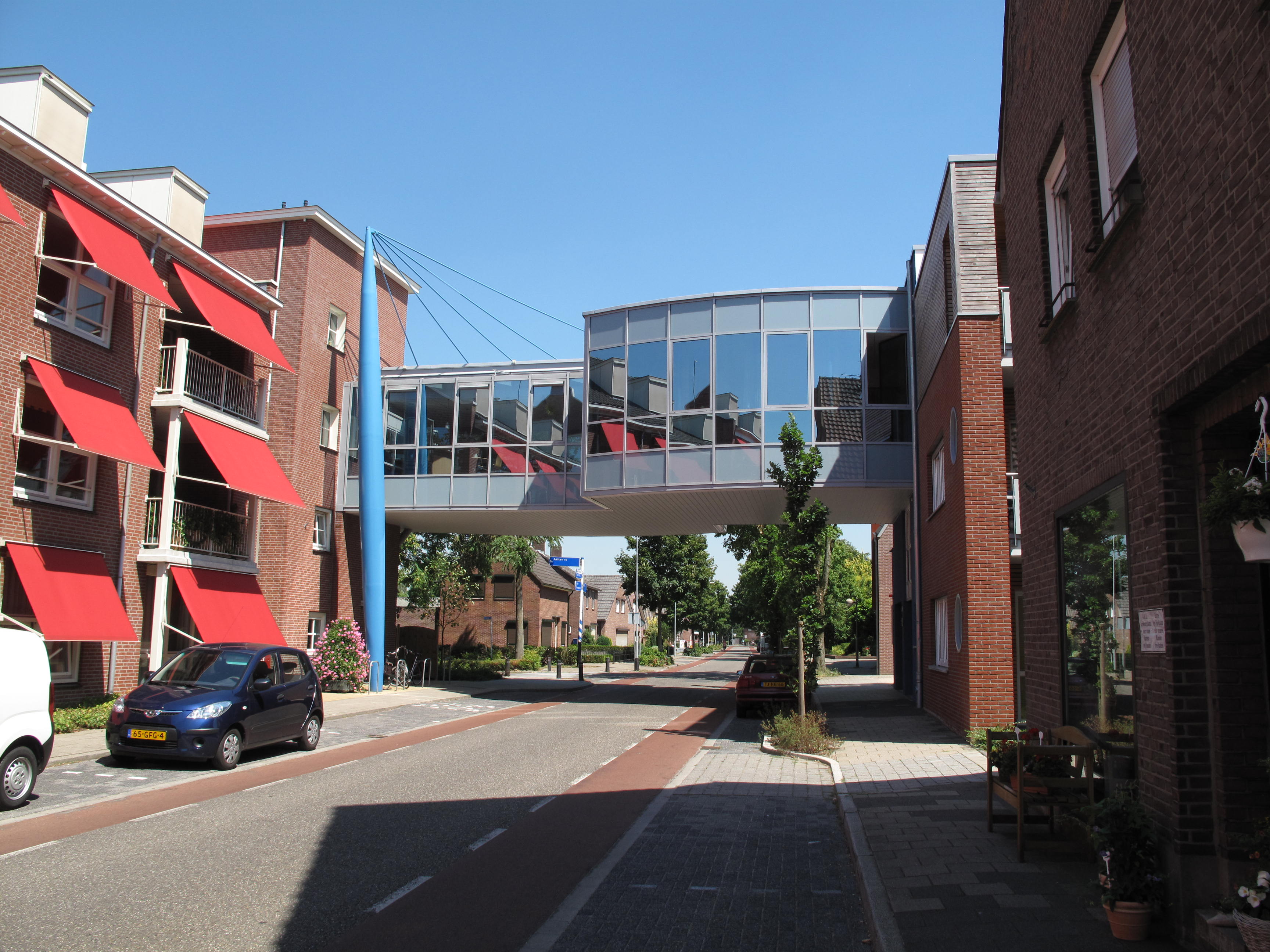
Дінксперло, вулиця Гельвег, якою проходить кордон